# Șlomo Giterman
Șlomo Giterman (a mai fost cunoscut și ca Solomon și Șlioma; în rusă Шлёма Гитерман; n. 31 octombrie 1935, Dubăsari, RSS Ucraineană, URSS) este un fost jucător de șah sovietic moldovean, în prezent israelian. A fost de patru ori campion al RSS Moldovenești (1954, 1956, 1957 și 1960) și medaliat cu argint al  Campionatului RSSM din 1961.
S-a născut în orașul Dubăsari din RASS Moldovenească, RSS Ucraineană, URSS (actualmente în Transnistria, Republica Moldova). În 1974 a emigrat în Israel unde a lucrat ca inginer și a participat la campionatele israeliene (1975, 1976), reușind să se claseze pe locul al doilea..